# La felicità 'd monssù Guma
La felicità ‘d monssù Guma (in italiano: "La felicità del signor Guma") è una farsa in un atto in dialetto piemontese dello scrittore e drammaturgo Federico Garelli, che ebbe la prima rappresentazione a Torino il 26 settembre 1864.

## Trama
Il protagonista del titolo, impiegato ministeriale nell'allora capitale del Regno d'Italia, è costretto a barcamenarsi tra le vessazioni della moglie, i debiti, lo sfratto incombente e il portiere ficcanaso, e la situazione precipita con l'arrivo del nuovo inquilino che intende prendere possesso del suo appartamento.

## Curiosità
L'opera contiene - sia nel titolo che nel testo - numerosi riferimenti alla commedia di Vittorio Bersezio Le miserie 'd Monsù Travet, andata in scena l'anno precedente. Il cognome del protagonista ("gomito" in piemontese) si riferisce invece ai gomiti solitamente lisi delle giacche degli impiegati ministeriali.